# Ilfov (županija)
Ilfov (IPA: ['il.fov]) županija je u Rumunjskoj, u njenom južnom dijelu. Upravno središte županije je gradić Buftea.
Ilfov je posebna županija u Rumunjskoj pošto nema pravo gradsko središte na svom području, već ga čini niz predgrađa glavnoga grada Bukurešta, kojeg Ilfov potpuno okružuje. To je također jedna od rijetkih županija u zemlji s porastom stanovništva, zbog urbanizacije glavnog grada.

## Demografija
U županiji Ilfov živi 300.123 stanovnika, dok je prosječna gustoća naseljenosti 188 stan./km².
- Rumunji - 96,05%[1]
- Romi 3,66% i ostali.

| Godina | Ukupno stanovnika |
| ------ | ----------------- |
| 1948.  | 167.533           |
| 1956.  | 196.265           |
| 1966.  | 229.773           |
| 1977.  | 287.738           |
| 1992.  | 286.965           |
| 2002.  | 300.123           |

## Zemljopis
Županija ima površinu od 1583 km² i nalazi se u rumunjskoj nizini između rijeka Arges i Ialomiţa.
U županiji Ilfov nalazi se glavna zračna luka Rumunjske, međunarodna zračna luka Henri Coandă. Također, sve važne autoceste i željezničke pruge prema Bukureštu prolaze kroz ovu županiju.

#### Susjedne županije
- Ialomiţa i Călăraşi na istoku,
- Dâmboviţa na zapadu,
- Prahova na sjeveru,
- Giurgiu na jugu i istoku.

## Ekonomija
Glavna gospodarska grana je poljoprivreda. Danas, s obzirom na ekonomski rast u Bukureštu, mnoge tvrtke otvaraju svoje urede, pogone za proizvodnju ili skladišta u obližnjim gradovima, smještenima u Ilfov županiji, čime je Ilfov najrazvijenija županija u Rumunjskoj.
Glavne industrijske grane su:
- prehrambena industrija
- tekstilna industrija
- kemijska industrija
- proizvodnja papira
- drvna industrija
- industrija gume
- električna industrija

## Administrativna podjela
Ova županija ima 8 gradova i 32 općine.
1. Periş
2. Ciolpani
3. Gruiu
4. Nuci
5. Snagov
6. Grădiştea
7. Moara Vlăsiei
8. Baloteşti
9. Corbeanca
10. Dascălu
11. Petrăchioaia
12. Otopeni
13. Tunari
14. Ştefăneştii de Jos
15. Afumaţi
16. Voluntari
17. Găneasa
18. Mogoşoaia
19. Buftea
20. Chitila
21. Dragomireşti Vale
22. Chiajna
23. Dobroieşti
24. Pantelimon
25. Brăneşti
26. Ciorogârla
27. Domneşti
28. Clinceni
29. Bragadiru
30. Popeşti-Leordeni
31. Glina
32. Cernica
33. Cornetu
34. Măgurele
35. Jilava
36. Berceni
37. Dărăşti
38. 1 Decembrie
39. Vidra